# DVV Verzekeringen Trofee 2017-2018
De DVV Verzekeringen Trofee/IJsboerke Ladies Trophy 2017-2018 was het 31ste seizoen van het regelmatigheidscriterium in het veldrijden. Het klassement werd georganiseerd door Golazo en bestond enkel uit crossen in België. Bij de mannen was Wout van Aert de verdedigende kampioen, bij de vrouwen Sanne Cant. Dit jaar won Mathieu van der Poel zeven van de acht crossen en pakte zo zijn eerste eindoverwinning in de DVV Verzekeringen Trofee. Bij de vrouwen won Katherine Compton de eerste cross van het seizoen en gaf de leiding niet meer af. Hiermee veroverde ook zij haar eerste eindoverwinning.

## Mannen elite

### Kalender en podia
| Datum      | Wedstrijd                   | Cat. | Eerste               | Tweede               | Derde                  | Leider in het klassement |
| ---------- | --------------------------- | ---- | -------------------- | -------------------- | ---------------------- | ------------------------ |
| 08/10/2017 | GP Mario De Clercq, Ronse   | C1   | Lars van der Haar    | Mathieu van der Poel | Wout van Aert          | Lars van der Haar        |
| 01/11/2017 | Koppenbergcross, Oudenaarde | C1   | Mathieu van der Poel | Toon Aerts           | Lars van der Haar      | Mathieu van der Poel     |
| 26/11/2017 | Flandriencross, Hamme       | C1   | Mathieu van der Poel | Wout van Aert        | Michael Vanthourenhout | Mathieu van der Poel     |
| 09/12/2017 | Cyclocross Essen, Essen     | C1   | Mathieu van der Poel | Laurens Sweeck       | Toon Aerts             | Mathieu van der Poel     |
| 16/12/2017 | Scheldecross, Antwerpen     | C1   | Mathieu van der Poel | Wout van Aert        | Laurens Sweeck         | Mathieu van der Poel     |
| 28/12/2017 | Azencross, Loenhout         | C1   | Mathieu van der Poel | Wout van Aert        | Toon Aerts             | Mathieu van der Poel     |
| 01/01/2018 | GP Sven Nys, Baal           | C1   | Mathieu van der Poel | Wout van Aert        | Corné van Kessel       | Mathieu van der Poel     |
| 10/02/2018 | Krawatencross, Lille        | C1   | Mathieu van der Poel | Tim Merlier          | Laurens Sweeck         | Mathieu van der Poel     |

### Eindstand
| Pos. | Renner                 | Team                                                  | RON | OUD | HAM | ESS | ANT | LOE | BAA | LIL | Tijd     |
| ---- | ---------------------- | ----------------------------------------------------- | --- | --- | --- | --- | --- | --- | --- | --- | -------- |
| 1    | Mathieu van der Poel   | Beobank-Corendon                                      | 2   | 1   | 1   | 1   | 1   | 1   | 1   | 1   | 8u01'06" |
| 2    | Toon Aerts             | Telenet-Fidea Lions                                   | 5   | 2   | 10  | 3   | 6   | 3   | 4   | 6   | + 8'59"  |
| 3    | Wout van Aert          | Crelan-Charles/Veranda's Willems-Crelan               | 3   | 4   | 2   | DNS | 2   | 2   | 2   | 8   | + 11'12" |
| 4    | Laurens Sweeck         | ERA-Circus                                            | 9   | 10  | 14  | 2   | 3   | 11  | 5   | 3   | + 13'35" |
| 5    | Kevin Pauwels          | Marlux-Napoleon Games                                 | 4   | 5   | 6   | 11  | 5   | 13  | 6   | 4   | + 14'13" |
| 6    | Lars van der Haar      | Telenet-Fidea Lions                                   | 1   | 3   | 7   | 5   | 4   | 17  | –   | 5   | + 14'21" |
| 7    | Corné van Kessel       | Telenet-Fidea Lions                                   | 10  | 7   | 4   | 4   | 7   | 19  | 3   | 7   | + 14'51" |
| 8    | Jens Adams             | Crelan-Vastgoedservice/Pauwels Sauzen-Vastgoedservice | 7   | 6   | 9   | 7   | 9   | 6   | 8   | 15  | + 17'00" |
| 9    | Tim Merlier            | Crelan-Charles/Veranda's Willems-Crelan               | 12  | 14  | 8   | 9   | 8   | 4   | –   | 2   | + 19'08" |
| 10   | Michael Vanthourenhout | Marlux-Napoleon Games                                 | 6   | 8   | 3   | 6   | –   | 5   | –   | 10  | + 19'12" |

## Vrouwen elite

### Kalender en podia
| Datum      | Wedstrijd                   | Cat. | Eerste            | Tweede            | Derde              | Leider in het klassement |
| ---------- | --------------------------- | ---- | ----------------- | ----------------- | ------------------ | ------------------------ |
| 08/10/2017 | GP Mario De Clercq, Ronse   | C1   | Katherine Compton | Maud Kaptheijns   | Helen Wyman        | Katherine Compton        |
| 01/11/2017 | Koppenbergcross, Oudenaarde | C1   | Helen Wyman       | Katherine Compton | Jolien Verschueren | Katherine Compton        |
| 26/11/2017 | Flandriencross, Hamme       | C1   | Sanne Cant        | Ellen Noble       | Katherine Compton  | Katherine Compton        |
| 09/12/2017 | Cyclocross Essen, Essen     | C1   | Sanne Cant        | Nikki Brammeier   | Katherine Compton  | Katherine Compton        |
| 16/12/2017 | Scheldecross, Antwerpen     | C1   | Sanne Cant        | Katherine Compton | Helen Wyman        | Katherine Compton        |
| 28/12/2017 | Azencross, Loenhout         | C1   | Sanne Cant        | Lucinda Brand     | Katherine Compton  | Katherine Compton        |
| 01/01/2018 | GP Sven Nys, Baal           | C1   | Katherine Compton | Annemarie Worst   | Maud Kaptheijns    | Katherine Compton        |
| 10/02/2018 | Krawatencross, Lille        | C1   | Sanne Cant        | Maud Kaptheijns   | Annemarie Worst    | Katherine Compton        |

### Eindstand
| Pos. | Renster             | Team                       | RON | OUD | HAM | ESS | ANT | LOE | BAA | LIL | Tijd     |
| ---- | ------------------- | -------------------------- | --- | --- | --- | --- | --- | --- | --- | --- | -------- |
| 1    | Katherine Compton   | Trek Cyclocross Collective | 1   | 2   | 3   | 3   | 2   | 3   | 1   | 7   | 5u48'50" |
| 2    | Nikki Brammeier     | Boels Dolmans Cycling Team | 4   | 4   | 5   | 2   | 5   | 9   | 5   | 9   | + 6'11"  |
| 3    | Maud Kaptheijns     | Veranda's Willems-Crelan   | 2   | 8   | 6   | 11  | 6   | 6   | 3   | 2   | + 6'26"  |
| 4    | Helen Wyman         | Kona Factory Team          | 3   | 1   | 7   | 15  | 3   | 8   | 11  | 14  | + 8'10"  |
| 5    | Sanne Cant          | Beobank-Corendon           | –   | –   | 1   | 1   | 1   | 1   | 4   | 1   | + 8'30"  |
| 6    | Ellen Van Loy       | Telenet-Fidea Lions        | 8   | 7   | 4   | 7   | 9   | 11  | 9   | 8   | + 12'05" |
| 7    | Kim Van de Steene   | Tarteletto-Isorex          | 10  | 5   | –   | 10  | 7   | 10  | 8   | 15  | + 15'28" |
| 8    | Loes Sels           | Veranda's Willems-Crelan   | –   | 10  | 9   | 5   | –   | 5   | 10  | 6   | + 17'57" |
| 9    | Laura Verdonschot   | Marlux-Napoleon Games      | –   | –   | 10  | 13  | –   | 7   | 6   | 4   | + 20'01" |
| 10   | Karen Verhestraeten | Donen - Vondelmolen        | 17  | 14  | 11  | 17  | 11  | 12  | 16  | 12  | + 23'25" |

Kampioenschappen:  Wereldkampioenschappen ·
 Europese kampioenschappen ·
 Belgische kampioenschappen ·
 Nederlandse kampioenschappen
Klassementen:  Wereldbeker ·
 Superprestige ·
 DVV Verzekeringen/IJsboerke Trofee ·
 EKZ CrossTour ·
 TOI TOI Cup ·
 Coupe de France ·
 Copa de España ·
 New England Series ·
 US Cup
Overig:  Brico Cross ·
 Soudal Classics
Geen UCI-cat.:  Giro d'Italia Ciclocross
1987-1988 · 1988-1989 · 1989-1990 · 1990-1991 · 1991-1992 · 1992-1993 · 1993-1994 · 1994-1995 · 1995-1996 · 1996-1997 · 1997-1998 · 1998-1999 · 1999-2000 · 2000-2001 · 2001-2002 · 2002-2003 · 2003-2004 · 2004-2005 · 2005-2006 · 2006-2007 · 2007-2008 · 2008-2009 · 2009-2010 · 2010-2011 · 2011-2012 · 2012-2013 · 2013-2014 · 2014-2015 · 2015-2016 · 2016-2017 · 2017-2018 · 2018-2019 · 2019-2020 · 2020-2021 · 2021-2022 · 2022-2023 · 2023-2024 · 2024-2025